# ساختمان داده‌ها

چند مثال از ساختمان داده: پشته، صف، لیست پیوندی

ساختار داده‌ها یا ساختمان داده‌ها یا داده ساختارها (به انگلیسی: Data Structure) از بنیادی‌ترین مباحث مورد نیاز جهت یادگیری و درک بسیاری از مفاهیم عمده در علوم رایانه است. سازمان‌دادنِ داده‌ها به یک طریق خاص و بر پایهٔ مدل منطقی یا ریاضی که به منظور استفادهٔ بهینه از داده‌ها صورت می‌گیرد را یک داده ساختار می‌گویند. داده ساختارها انواع گوناگونی دارند که هر کدام مناسب برنامه‌های مختلفی هستند. در اصطلاح «ساختار داده»، قسمت «ساختار» به یک «ساختار جبری» در مورد داده اشاره دارد.
ساختمان داده‌ها روش‌های ذخیره داده‌ها در رایانه با هدف دسترسی آسان‌تر و بهینه تر است درحالی‌که الگوریتم روشی به منظور حل مسئله به وسیله کامپیوتر است.

## پرکاربردترین ساختمان داده‌ها
- آرایه (Array)
- صف (Queue)
- پشته (Stack)
- لیست پیوندی (Linked list)
- گراف (Graph)
- درخت (Tree)
- جدول درهم‌سازی (Hash table)